# Karolina z Hesji-Homburg
Karoline Amalie Elisabeth (ur. 19 marca 1819 w Homburg vor der Höhe, zm. 18 stycznia 1872 w Greiz) – landgrafianka Hesji-Homburg oraz poprzez małżeństwo księżna Reuss-Greiz (linii starszej). W latach 1859–1867 sprawowała regencję w imieniu małoletniego syna – księcia Henryka XXII. Pochodziła z dynastii heskiej.
Urodziła się jako najstarsze spośród trojga dzieci przyszłego landgrafa Hesji-Homburg – Gustawa i jego żony Ludwiki z Anhaltu-Dessau. W państwie tym panował wówczas jej dziadek – landgraf Fryderyk V.
1 października 1839 w Homburg vor der Höhe poślubiła księcia Reuss–Greiz – Henryka XX (owdowiałego po śmierci Zofii Löwenstein-Wertheim-Rosenberg), zostając jego drugą żoną. Para miała pięcioro dzieci:
- księżniczkę Herminę (1840–1890)
- księcia Henryka XXI (1844–1844)
- Henryka XXII (1846–1902), kolejnego księcia Reuss-Greiz
- księcia Henryka XXIII (1848–1861),
- księżniczkę Marię (1855–1909)

Została pochowana w Kościele Mariackim w Greiz.